# Sparkasse Niederbayern-Mitte
Die Sparkasse Niederbayern-Mitte ist ein öffentlich-rechtliches Kreditinstitut mit Sitz in Straubing in Bayern. Ihr Geschäftsgebiet sind die Stadt Straubing sowie die Landkreise Straubing-Bogen (mit Ausnahme der Stadt Geiselhöring, des Marktes Mallersdorf-Pfaffenberg und der Gemeinde Laberweinting) und Dingolfing-Landau (mit Ausnahme der Marktgemeinden Frontenhausen und Simbach).

## Organisationsstruktur
Die Sparkasse Niederbayern-Mitte ist eine Anstalt des öffentlichen Rechts. Rechtsgrundlagen sind das Sparkassengesetz, die bayerische Sparkassenordnung und die durch den Träger der Sparkasse erlassene Satzung. Organe der Sparkasse sind der Vorstand und der Verwaltungsrat.

## Geschäftsausrichtung
Die Sparkasse Niederbayern-Mitte betreibt als Sparkasse das Universalbankgeschäft. Die Sparkasse Niederbayern-Mitte wies im Geschäftsjahr 2023 eine Bilanzsumme von 5,622 Mrd. Euro aus und verfügte über Kundeneinlagen von 3,766 Mrd. Euro. Gemäß der Sparkassenrangliste 2023 liegt sie nach Bilanzsumme auf Rang 77. Sie unterhält 41 Filialen/Selbstbedienungsstandorte und beschäftigt 638 Mitarbeiter.

## Sparkassen-Finanzgruppe
Die Sparkasse Niederbayern-Mitte ist Teil der Sparkassen-Finanzgruppe. Sie vertreibt daher z. B. Bausparverträge der LBS, offene Investmentfonds der Deka und vermittelt Versicherungen der Versicherungskammer Bayern. Die Funktion der Sparkassenzentralbank nimmt die Bayerische Landesbank wahr.

## Geschichte
Die Sparkasse Niederbayern-Mitte entstand am 1. April 2007 durch Fusion der Sparkassen Dingolfing-Landau (die ihrerseits am 1. Juli 1972 aus den Kreissparkassen Dingolfing und Landau a.d.Isar hervorgegangen war) und Straubing-Bogen. Für die neue Sparkasse wurden Sitz und Bankleitzahl der bisherigen Sparkasse Straubing-Bogen übernommen. Vorstandsvorsitzender wurde Karl Bauer und im Anschluss Walter Strohmeier, der bis dahin die Sparkasse Dingolfing-Landau leitete.